# Paperino in Il mondo perduto
Paperino in Il mondo perduto è una storia a fumetti Disney di François Corteggiani e Giorgio Cavazzano pubblicata per la prima volta nel 1995.
Basata sul romanzo Il mondo perduto di Arthur Conan Doyle, vede come protagonisti Paperino, Paperoga, Paperone e Pico De Paperis.

## Trama
Nella Londra del 1895, Paperino viene assunto come giornalista della Daily Gazzetta e viene mandato ad intervistare il professore George Challenger. Paperino si presenta come l'allievo del professor Pico De Paperis, ma quest'ultimo svela a Challenger che lui è suo zio materno e che Paperino è un giornalista. Il marinaretto deve sopportare le ire del dottore, che viene tenuto a bada solo da sua moglie. George mostra ai due le foto di alligatori giganti, montagne rocciose, Stegosauri e l'ala di uno Pterodattilo, trovate nel suo ultimo viaggio nel Rio delle Amazzoni. Così organizza una spedizione per il mondo perduto.
Challenger promette al dottor Waldron che troverà il mondo perduto. Alla spedizione partecipano:
- Paperino, lo scalognato marinaretto di Londra; partecipa alla spedizione per equivoco;
- George Challenger, il burbero professore dell'accademia delle scienze; è lui l'organizzatore della spedizione;
- Paperon de' Paperoni, il famoso miliardario; partecipa perché spera di trovare delle ricchezze, tipo diamanti;
- Pico De Paperis, il professore tedesco; pensa splendida l'idea della spedizione;
- Un tipo losco; non si sa praticamente nulla su di lui.

Questi ultimi partono in un battello a vapore, quando accadono due cose: il tipo losco si rivela essere un componente della Banda Bassotti, che partecipa alla spedizione per derubare i soldi ai nostri. Paperoga si era nascosto in una cassa clandestinamente, poiché Paperone e Paperino non volevano. Lo svampito cugino si tuffa in acqua per svegliarsi, quando viene attaccato da dei Piranha.
Challenger si mostra subito amichevole con due indigeni, che vengono assunti come guida. Paperone sente che qualcosa non va. Quella sera il gruppo sente i tamburi di una tribù indigena. Il giorno dopo, Paperino viene quasi subito aggredito da un piccolo Gigantophis. Pico insegue una farfalla e si prende il raffreddore, mentre Paperino, spaventato, lo insegue.
Paperoga avvista, su un altopiano roccioso, uno Pteranodonte. Challenger ribatte che può fare anche a meno della guida; cercano rifugio in una grotta, ma vengono cacciati da un orso delle caverne.
Arrivati su un burrone, che riescono ad attraversare camminando sopra un tronco, il Bassotto si rivela, poi cade di giù, spaventato da Paperoga. Costruito un forte di legno, Paperino salva Pico dallo Pterodattilo, per poi essere inseguito da un branco intero. Il cugino vestito di rosso sbatte la testa contro la coda di un Iguanodon. Quella notte, un T-Rex attacca il forte, per poi essere sconfitto da Paperoga buttandoli il fuoco in bocca.
Il giorno dopo, il gruppo trova delle uova di Velociraptor. Quella notte, Paperino salva Paperone dallo Pterodattilo. Il miliardario osserva il panorama preistorico, per poi essere spaventato da un Apatosaurus. Il forte, distrutto, ha solo Paperoga, che racconta di essere stato attaccato da dei cacciatori di teste.
Paperino, Paperoga e Paperone vengono aggrediti dai cacciatori di teste, che avevano legato George, Pico e due indigeni. Paperoga li salva uccidendo un cannibale che stava per maciullare il cranio a Paperino. I cacciatori di teste vengono morsicchiati da un Suchomimus.
Pico perde il cappello ma si procura mezzo uovo come copricapo. George, Pico e Paperoga costruiscono delle uova esplosive, riuscendo a cacciare i cacciatori di teste. Salutati gli indigeni, il gruppo ritorna a Londra, ma Paperone ha trovato un modo per arricchirsi. A Londra, George mette in una cassa lo Pterodattilo, facendolo volare sotto gli occhi del dottor Waldron e di tutti gli altri professori. La creatura vola a casa passando dal Big Ben. Challengher e Pico prendono fama, George racconta a tutti il loro viaggio e Paperone mostra a Paperino e Paperoga dei diamanti trovati nel mondo perduto, affermando che, anche se ci fosse una miniera di oro, lui non tornerebbe mai nel mondo perduto.

## Storia editoriale
Dopo la pubblicazione in 4 parti su Topolino n. 2041 e 2042 nel gennaio 1995, la storia è stata ristampata altre 4 volte in Italia, ed è stata pubblicata in diversi paesi fuori dall'Italia (Brasile, Danimarca, Finlandia, Francia, Germania, Norvegia, Paesi Bassi, Polonia, Regno Unito, Spagna e Svezia).